# 英厄·德布勒因
英厄·德布勒因（荷蘭語：Inge de Bruijn，1973年8月24日—），荷蘭女子游泳選手，為4度奧運金牌得主。德布魯因於2007年3月宣布退休。直到2007年10月止，她是女子50公尺自由泳、100公尺自由泳與100公尺蝶泳的世界紀錄保持者。
她（2000年）、奧托（1988年）和（2020年）是奧運游泳史上至今唯一三位在同一屆夏季奧運中贏得50米自由泳、100米自由式、100米蝶式3金的泳手。 （页面存档备份，存于）